# 스코다 예티

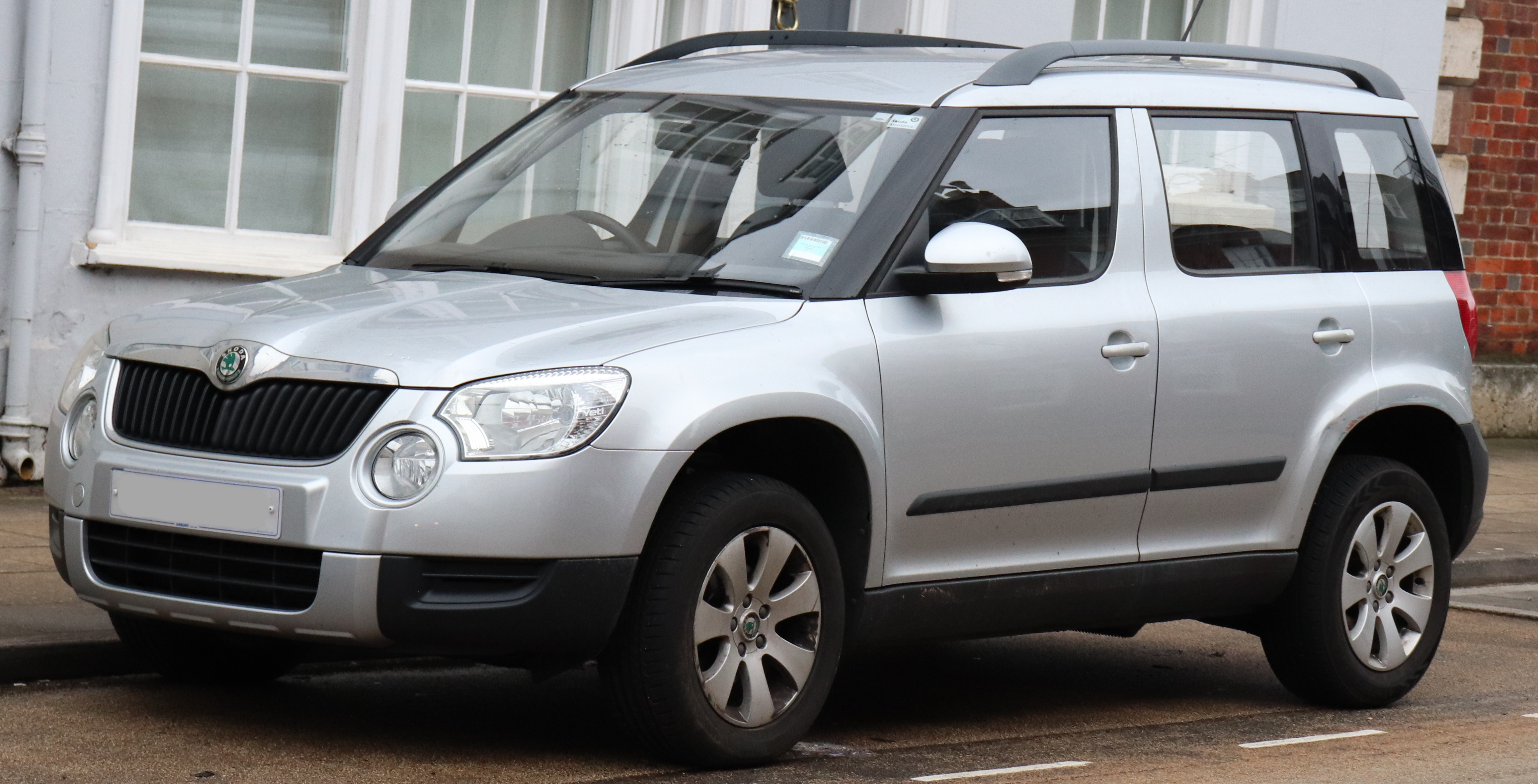
2011 스코다 예티 S TSi 1.2

스코다 예티(Škoda Yeti)는 체코 자동차 제조업체인 스코다의 소형 크로스오버 SUV이다. 2009년 제네바 모터쇼에서 첫 선을 보였다.
2005년 제네바 모터쇼에서 스코다의 소형 SUV '예티(Yeti)' 컨셉트카가 공개되었다. 4년 후, 스코다는 2009년 제네바 모터쇼에서 예티의 양산 버전을 최초로 선보였다.